# Économie sociale au Québec
Au Québec, l'économie sociale renvoie aux organisations à but non lucratif, aux coopératives et aux mutuelles qui vendent ou échangent des biens ou des services,. La finalité sociale de ces organisations est assurée par la Loi sur l'économie sociale qui énonce six principes auxquelles les organisations de l'économie sociale doivent se soumettre : L'organisation a pour mission de répondre aux besoins de ces membres ou de la collectivité, elle n'est pas soumise au contrôle décisionnel d'un organe public, elle a une gouvernance démocratique par les membres, elle vise la pérennité économique et elle est régie par plusieurs règles limitant ou interdisant la distribution de ces profits et stipulant qu'en cas de dissolution ce qui reste doit être donné à une organisation ayant des visés similaires.
En 2016, le Québec compte 11 200 entreprises d'économie sociale qui emploient à elles seules 220 000 salariés et dont le revenu atteint 47,8 G$.

## Organisation
Dans la loi sur l’économie sociale de 2013, le gouvernement du Québec reconnaît deux interlocuteurs privilégiés en matière d’économie sociale : le Chantier de l’économie sociale et le Conseil québécois de la coopération et de la mutualité.
Le Chantier de l’économie sociale, qui a pour mission de promouvoir l’économie sociale au Québec, a été constitué en 1999. Il tient ses origines du Groupe de travail sur l’économie sociale, mis sur pied lors de la Conférence sur le devenir social et économique du Québec, en mars 1996. Le Chantier de l’économie sociale a été dirigé par Nancy Neamtan de ses débuts jusqu’en août 2015, puis par Jean-Martin Aussant et Béatrice Alain depuis juillet 2018.
Le Conseil québécois de la coopération et de la mutualité, quant à lui, a pour mission de promouvoir les modèles coopératif et mutualiste au Québec. Initialement appelé Conseil supérieur de la coopération, il a été fondé en 1939 par le Père Georges-Henri Lévesque. Il réitère que les coopératives sont régies par sept principes endossés par l’Alliance coopérative internationale, c'est-à-dire l’adhésion volontaire et ouverte à tous, le pouvoir démocratique exercé par les membres, la participation économique des membres, l’autonomie et l’indépendance, l’éducation, la formation et l’information, la coopération entre les coopératives ainsi que l’engagement envers la communauté.

## Histoire
Bien que des entreprises collectives existent au Québec depuis la fin du XVIIIe siècle, le concept d’économie sociale a véritablement fait son apparition au Québec dans la foulée de la Marche des femmes « Du pain et des roses » du printemps 1995. La Marche revendiquait notamment des investissements dans les « infrastructures sociales » ou dans « l’économie sociale ».
En réponse à cette revendication, en juin 1995, le gouvernement de Jacques Parizeau annonce la création d’un Comité d’orientation et de concertation sur l’économie sociale.
Lors de la Conférence sur le devenir social et économique du Québec, en mars 1996, le gouvernement de Lucien Bouchard met sur pied le Groupe de travail sur l’économie sociale, dont la principale mission est d’identifier des stratégies de création d’emploi dans le secteur de l’économie sociale. Les recommandations de son rapport, Osons la solidarité!, sont reçues favorablement par le gouvernement et ses partenaires sociaux lors du Sommet sur l’économie et l’emploi de l’automne 1996.
Dans la foulée du Sommet, la reconnaissance gouvernementale de l’économie sociale s’est matérialisée par un certain nombre d’actions concrètes, dont un appui financier permettant de pérenniser le Groupe de travail sur l’économie sociale (devenu le Chantier de l’économie sociale en 1999) et la création d’un bureau de l’économie sociale au sein de l’appareil gouvernemental et d’un comité sectoriel de la main-d’œuvre en économie sociale et action communautaire (CSMO-ÉSAC). Plusieurs autres mesures ont été mises en place pour favoriser le développement de l’économie sociale, dont une politique familiale soutenant le développement des centres de la petite enfance, un nouveau programme pour le logement communautaire (AccèsLogis) et un nouveau programme pour les entreprises d’économie sociale en aide domestique (le Programme d’exonération financière pour les services d’aide domestique, PEFSAD).
Depuis le Sommet de 1996, il y a eu quatre plans d’action gouvernementaux en économie sociale au Québec: Vers le plein emploi, volet économie sociale, 2003-2006; Le plan d’action gouvernemental pour l’entrepreneuriat collectif 2008-2013; Le Plan d’action gouvernemental en économie sociale 2015-2020; et le Plan d'action gouvernemental en économie sociale 2020-2025.

## Financement
En 2009, un réseau de finance solidaire et responsable (CAP Finance : Réseau finance solidaire et responsable) a émergé de manière formelle pour soutenir le développement d'un écosystème de financement des organisations de l'économie sociale. Cette association partenariale rend possibles des montages financiers dont la diversité et la complémentarité des financements permettent un partage des risques. Le réseau de finance solidaire et responsable rassemble des acteurs d'horizons différents dont certains proviennent du milieu communautaire, coopératif, syndical et de l'État ; ils se regroupent parmi les institutions du capital de développement et celles de la finance solidaire,.
Les institutions du capital de développement investissent dans le développement régional, le développement durable, le maintien et la création d’emploi ainsi que dans l'économie sociale alors que celles de la finance solidaire n'investissent que dans les organisations de l'économie sociale. Les institutions du capital de développement se composent du Fonds de solidarité FTQ, de Fondaction, du Mouvement Desjardins (Capital régional et coopératif Desjardins), d'Investissement Québec et du Fonds d'intervention économique régional (FIER) tandis que celles de la finance solidaire sont constituées de la Caisse d'économie solidaire Desjardins, du Réseau québécois du crédit communautaire (RQCC), du Réseau d'investissement social du Québec (RISQ), de Filaction et de la Fiducie du Chantier de l'économie sociale. Il est tout de même important de souligner que même si l'économie sociale québécoise détient la reconnaissance gouvernementale, elle fait toujours face à un enjeu important quant à l'accès au capital.